# Ihor Moskwyczow
Ihor Jewhenowycz Moskwyczow, ukr. Ігор Євгенович Москвичов (ur. 6 listopada 1971 w Marjince, w obwodzie donieckim) – ukraiński futsalista, grający na pozycji napastnika, trener piłkarski.

## Kariera piłkarska
Wychowanek trenerów Wołodymyra Krawcowa i Iwana Owczarenki. Najpierw grał w piłkę nożną w mistrzostwach obwodu donieckiego w amatorskich zespołach kopalni Czeluskincew i Petrowska. Do zmiany dyscypliny na futsal przekonał go Jurij Awakian. W 1993 rozpoczął karierę zawodową w składzie Kapitału Krasnohoriwka. W maju 1996 rozegrał 3 mecze Pucharu Ukrainy w drużynie Wuhłyk Makiejewka. Latem 1996 zmienił klub na MFK Łokomotyw Odessa. W sezonie 1998/99 bronił barw klubu Winner Ford Uniwersytet Zaporoże, a potem przeniósł się do Zaporiżkoksu Zaporoże. Latem 2001 został zaproszony do MFK Szachtar Donieck, w którym zakończył karierę piłkarza w 2009 roku. Potem jeszcze w sezonie 2013/14 wychodził na boisko w składzie drugoligowej drużyny Buran-Resurs Donieck.
Wieloletni kapitan reprezentacji Ukrainy, za którą grał ponad 10 lat - dwukrotny wicemistrz Europy, uczestnik Mistrzostw Świata 1996 (4. miejsce).

## Kariera trenerska
W 2010 rozpoczął karierę szkoleniowca. Najpierw trenował rodzimy MFK Szachtar Donieck. W 2011 stał na czele Prodeximu Chersoń. W latach 2012–2014 prowadził donieckie kluby UTAS i Sapfir. Jesienią 2014 został ponownie mianowany na stanowisko głównego trenera Prodeximu Chersoń, którym kierował do 17 grudnia 2017. Potem do końca 2018 pracował w klubie na stanowisku asystenta trenera.

## Sukcesy i odznaczenia

### Sukcesy piłkarskie
reprezentacja Ukrainy
- wicemistrz Europy: 2001, 2003
- półfinalista mistrzostw świata: 1996

MFK Łokomotyw Odessa
- mistrz Ukrainy: 1996/97, 1997/98
- zdobywca Pucharu Ukrainy: 1996/97, 1997/98

Winner Ford Uniwersytet Zaporoże
- wicemistrz Ukrainy: 1998/99
- zdobywca Pucharu Ukrainy: 1998/99

Zaporiżkoks Zaporoże
- wicemistrz Ukrainy: 1999/00
- finalista Pucharu Ukrainy: 1999/00

MFK Szachtar Donieck
- mistrz Ukrainy: 2001/02, 2003/04, 2004/05, 2005/06, 2007/08
- wicemistrz Ukrainy: 2002/03, 2008/09
- brązowy medalista mistrzostw Ukrainy: 2006/07
- zdobywca Pucharu Ukrainy: 2002/03, 2003/04, 2005/06
- finalista Pucharu Ukrainy: 2004/05
- zdobywca Superpucharu Ukrainy: 2005, 2006, 2008

### Sukcesy trenerskie
Prodeximu Chersoń
- mistrz Ukrainy: 2016/17
- brązowy medalista mistrzostw Ukrainy: 2015/16
- finalista Superpucharu Ukrainy: 2017

### Sukcesy indywidualne
- najlepszy futsalista mistrzostw Ukrainy: 1998/99, 2003/04
- najlepszy napastnik mistrzostw Ukrainy: 1996/97, 1997/98
- król strzelców mistrzostw Ukrainy: 1994/95 (60 goli), 1998/99 (52 gole), 2000/01 (34 goli), 2001/02 (45 goli), 2002/03 (41 gol), 2003/04 (36 goli)
- na liście 15 najlepszych futsalistów Ukrainy: 1996/97, 2002/03, 2004/05
- na liście 18 najlepszych futsalistów Ukrainy: 1997/98, 1998/99, 1999/00, 2000/01
- najlepszy król strzelców mistrzostw Ukrainy
- najlepszy król strzelców Pucharu Ukrainy
- najlepszy ukraiński król strzelców w pucharach europejskich
- najlepszy trener mistrzostw Ukrainy: 2016/17
- członek Klubu Ołeksandra Jacenka: 733 goli (1. miejsce)

### Odznaczenia
- tytuł Zasłużonego Mistrza Sportu Ukrainy